# Lawotschkin
Das Raumfahrtunternehmen NPO S. A. Lawotschkin (russisch Научно-производственное объединение им. С.А.Лавочкина / Naútschno-proiswódstwennoje objedinénije ímeni S. A. Láwotschkina) wurde 1937 als OKB-301 (Experimental-Konstruktionsbüro) des sowjetischen Konstrukteurs Semjon Alexejewitsch Lawotschkin gegründet und befindet sich in Chimki. Als Angestellter des Zentralen Aero- und Hydrodynamischen Instituts und später als Leiter seines eigenen Büros entwickelte er Waffen und Kampfflugzeuge. Die frühen Konstruktionen tragen im Namen neben dem „La“ für „Lawotschkin“ auch zweimal den Buchstaben „G“ – für die Teammitglieder Gudkow und Gorbunow.
Vor allem während des Zweiten Weltkrieges war Lawotschkin durch die Entwicklung der Jäger-Reihe LaGG-3, La-5 und der La-7, von denen insgesamt 22.201 Stück produziert wurden, von Bedeutung. Die La-9 und La-11 waren die letzten Kolbenmotorjäger der sowjetischen Luftstreitkräfte.
Die Nachkriegsentwicklungen sind im Westen wenig bekannt. Das strahlgetriebene Jagdflugzeug La-15 war zwar der zeitgenössischen MiG-15 überlegen, dafür aber teurer und aufwändiger und wurde nur in vergleichsweise kleiner Anzahl gebaut und schnell wieder außer Dienst gestellt. Am 26. Dezember 1948 erreichte mit der Lawotschkin La-176 erstmals ein sowjetisches Flugzeug Überschallgeschwindigkeit. Letztes Flugzeugprogramm war die unglückliche La-250, die für ihre damalige Zeit in der Sowjetunion einmalig war.
Nach dem Tode von Semjon Lawotschkin im Jahre 1960 verlagerte sich der Schwerpunkt des Konstruktionsbüros auf Marschflugkörper, Boden-Luft-Raketen und Raumfahrtprojekte. Wesentliche technische Komponenten der sowjetischen Mond- und Planetenmissionen sowie leistungssteigernde Oberstufen für die Sojus- und Proton-Trägerraketen wurden bei Lawotschkin entwickelt. Die aus dem OKB hervorgegangene NPO Lawotschkin ist heute vor allem in der Raumfahrttechnik tätig.

## Flugzeuge

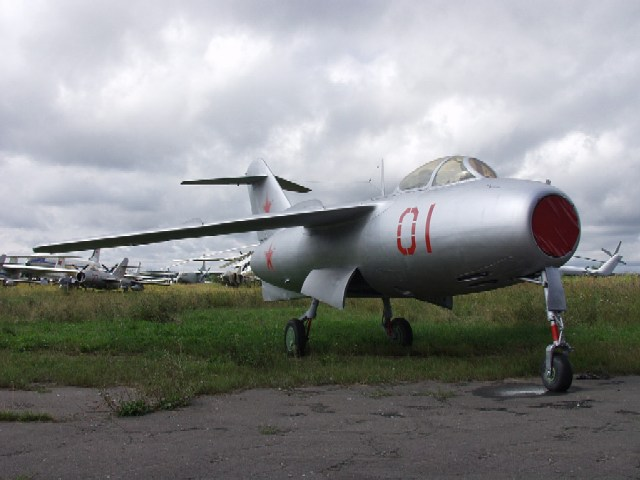
La-15 im Museum Monino

- Lawotschkin LaGG-3
- Lawotschkin La-5
- Lawotschkin La-7
- Lawotschkin La-9
- Lawotschkin La-11
- Lawotschkin La-15
- Lawotschkin La-150
- Lawotschkin La-160
- Lawotschkin La-168
- Lawotschkin La-176
- Lawotschkin La-190
- Lawotschkin La-200
- Lawotschkin La-250

## Unbemannte militärische Flugkörper
- Lawotschkin La-17
- RS-25 Dal (Boden-Luft-Rakete)
- S-25 Berkut (Boden-Luft-Rakete)
- S-75 Dwina (Boden-Luft-Rakete)
- Lawotschkin S-125 Newa (Boden-Luft-Rakete)
- W-350 Burja (Überschall-Marschflugkörper)

## Raumfahrt

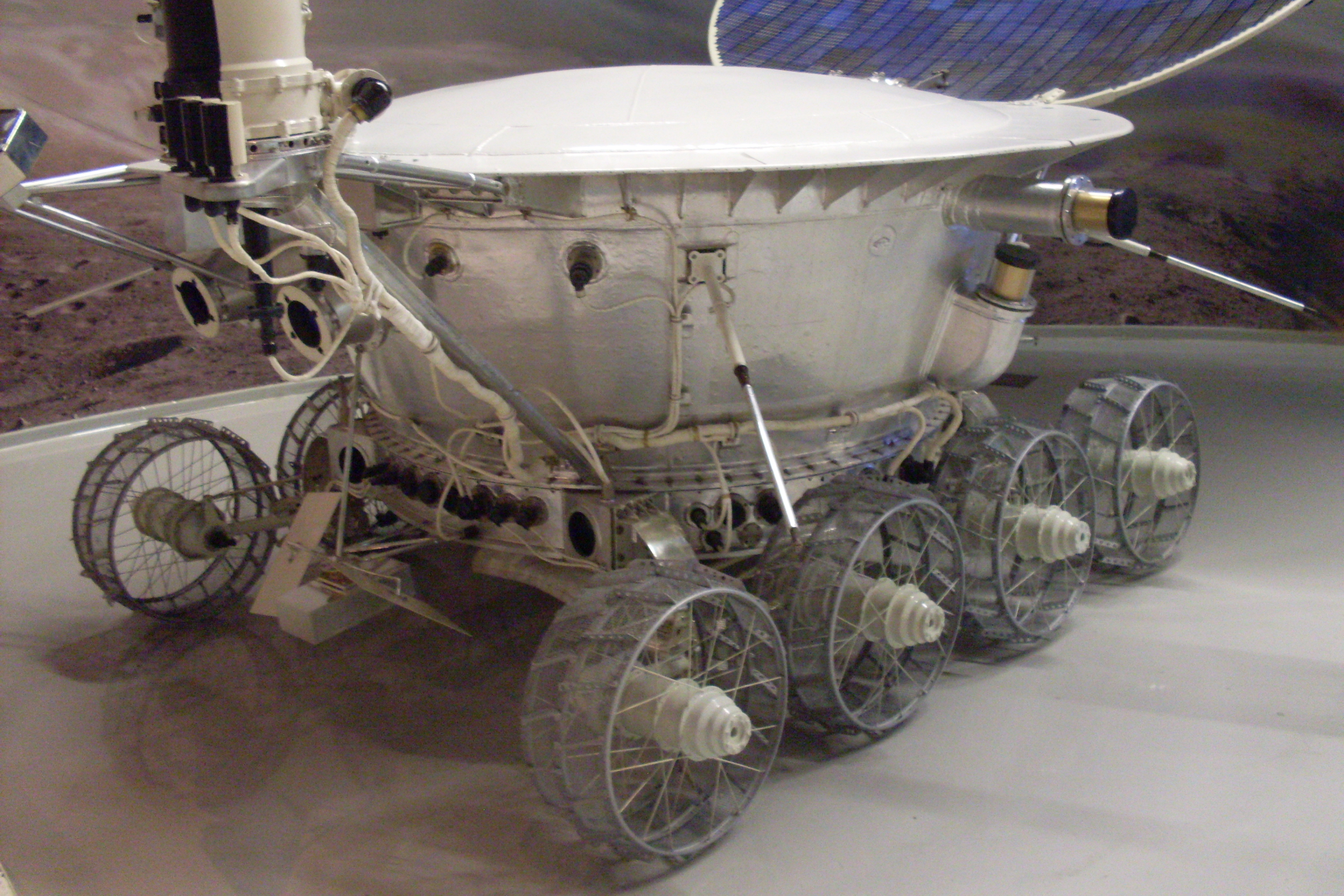
Lunochod

Bei Lawotschkin wurden die meisten interplanetaren Raumsonden der Sowjetunion (und später auch Russlands) entwickelt und gebaut, unter anderem:
- Luna-Programm
- Mars
- Lunochod
- Vega
- Phobos
- Mars 96
- Phobos-Grunt

Außerdem wird derzeit von NPO Lawotschkin die Fregat-Oberstufe hergestellt, die bei der Sojus-Rakete zum Einsatz kommt. Auch der mit Sonnensegeln ausgestattete Satellit Cosmos 1 wurde bei Lawotschkin gebaut.